# Armand Deumi
Armand Deumi Tchani (ur. 12 marca 1979 w Duali) – kameruński piłkarz występujący na pozycji obrońcy.

## Kariera klubowa
Deumi profesjonalną karierę rozpoczynał w Kadji Sports Academy. W 1999 roku trafił do szwajcarskiego FC Sion. Regularnie grywał tam w wyjściowej jedenastce, będąc podstawowym zawodnikiem składu tej drużyny. Już w pierwszym sezonie wywalczył z klubem awans do Axpo Super League. Łącznie rozegrał tam 56 spotkań i zdobył pięć bramek.
W 2002 roku przeszedł do innego pierwszoligowca – FC Thun. Szybko przebił się tam do pierwszej jedenastki, a w 2005 wywalczył z klubem wicemistrzostwo Szwajcarii. W kolejnym sezonie, poprzez eliminacje, zakwalifikowali się do fazy grupowej Ligi Mistrzów. Zajęli trzecią pozycję w swojej grupie, wyprzedzając Spartę Praga. Dzięki temu jego zespół rozpoczął grę w Pucharze UEFA od 1/32 finału. Zostali tam jednak pokonani przez niemiecki Hamburger SV. W kolejnych sezonach wraz z drużyną nie osiągnął już większych sukcesów.
W czerwcu 2007 podpisał trzyletni kontrakt z tureckim Gaziantepsporem, którego barwy reprezentował do 2010 roku. Następnie przeszedł do innego tureckiego klubu, Karabüksporu. W latach 2013–2015 grał w Gaziantep BB.
| Sezon   | Klub          | Kraj       | Rozgrywki         | Mecze | Bramki |
| ------- | ------------- | ---------- | ----------------- | ----- | ------ |
| 1999/00 | FC Sion       | Szwajcaria | Challenge League  | 1     | 0      |
| 2000/01 | FC Sion       | Szwajcaria | Axpo Super League | 25    | 2      |
| 2001/02 | FC Sion       | Szwajcaria | Axpo Super League | 30    | 3      |
| 2002/03 | FC Thun       | Szwajcaria | Axpo Super League | 32    | 0      |
| 2003/04 | FC Thun       | Szwajcaria | Axpo Super League | 14    | 0      |
| 2004/05 | FC Thun       | Szwajcaria | Axpo Super League | 32    | 2      |
| 2005/06 | FC Thun       | Szwajcaria | Axpo Super League | 29    | 4      |
| 2006/07 | FC Thun       | Szwajcaria | Axpo Super League | 33    | 2      |
| 2007/08 | Gaziantepspor | Turcja     | Süper Lig         | 29    | 0      |
| 2008/09 | Gaziantepspor | Turcja     | Süper Lig         | 33    | 1      |
| 2009/10 | Gaziantepspor | Turcja     | Süper Lig         | 26    | 1      |
| 2010/11 | Karabükspor   | Turcja     | Süper Lig         | 33    | 1      |
| 2011/12 | Karabükspor   | Turcja     | Süper Lig         | 14    | 0      |
| 2012/13 | Karabükspor   | Turcja     | Süper Lig         | 22    | 1      |
| 2013/14 | Gaziantep BB  | Turcja     | 1. Lig            | 18    | 0      |
| 2014/15 | Gaziantep BB  | Turcja     | 1. Lig            | 25    | 0      |

## Kariera reprezentacyjna
Deumi jest reprezentantem Kamerunu. W drużynie narodowej zadebiutował w marcu 2005, w pojedynku z Beninem. Dotychczas rozegrał w niej cztery spotkania. Był uczestnikiem Pucharu Narodów Afryki w 2006 roku, z którego Kameruńczycy zostali wyeliminowani w ćwierćfinale, po porażce w rzutach karnych z Wybrzeżem Kości Słoniowej.